# 1716
1716 (MDCCXVI) fue un año bisiesto comenzado en miércoles según el calendario gregoriano.

## Acontecimientos
- 16 de enero: Aplicación de los Decretos de Nueva Planta en Cataluña, concluyendo la unificación de España bajo Felipe V.[1]
- 3 de febrero: Comienza una fuerte secuencia sísmica hasta el mes de mayo en Argel que causa la muerte de 20,000 personas.
- Se publica el Diccionario de Kangxi.

## Nacimientos
- 10 de enero: Carlos III de España (f. 1782)
- 5 de marzo: Pehr Kalm, botánico y explorador sueco (f. 1783)

## Fallecimientos
- 14 de noviembre: Fallecimiento de Gottfried Wilhelm Leibniz. (n. 1646)
- Ana María Dávila Bastidas, séptima heredera del Mayorazgo de Dávila.